# Табидзе, Джемал
Джема́л Таби́дзе (груз. ჯემალ ტაბიძე; род. 18 марта 1996, Самтредиа, Имеретия) — грузинский футболист, защитник махачкалинского «Динамо» и сборной Грузии.

## Биография

### Клубная карьера
Джемал начал свою карьеру в клубе «Сабуртало», выступавшем в первой лиге чемпионата Грузии. Потом продолжил карьеру в бельгийском клубе «Гент», но за его первую команду не играл. В феврале 2017 года подписал контракт аренды с российским клубом «Урал».
Летом 2017 года пришёл свободным агентом в российский клуб «Уфа». 15 июля в первом туре РФПЛ дебютировал в составе «Уфы» против команды «Тосно», где отыграл полный матч. 30 марта 2022 года покинул «Уфу» по взаимному согласию сторон.
11 июня подписал контракт с бельгийский клубом «Кортрейк (футбольный клуб)», но 15 июля контракт был расторгнут по соглашению сторон, и Джемал перешёл в тбилисское «Динамо»..12 сентября 2023 года покинул тбилисское «Динамо» по соглашению сторон.
В январе 2024 года подписал контракт с греческим «Панетоликосом».
30 июля 2024 года перешёл в махачкалинское «Динамо».

### Карьера в сборной
Выступал за сборные Грузии младших возрастов.
В январе 2017 года вызван в национальную сборную Грузии. Дебютировал 23 января 2017 года, выйдя на замену на 91-й минуте в матче против Узбекистана. Двумя днями спустя в игре против Иордании впервые вышел в стартовом составе и отыграл полный матч.

## Достижения
«Урал»
- Финалист Кубка России: 2016/17

«Динамо» (Тбилиси)
- Чемпион Грузии: 2022
- Обладатель Суперкубока Грузии: 2023

## Статистика
| Выступление      | Выступление      | Выступление      | Лига | Лига | Кубки | Кубки | Еврокубки | Еврокубки | Прочие | Прочие | Итого | Итого |
| Клуб             | Лига             | Сезон            | Игры | Голы | Игры  | Голы  | Игры      | Голы      | Игры   | Голы   | Игры  | Голы  |
| ---------------- | ---------------- | ---------------- | ---- | ---- | ----- | ----- | --------- | --------- | ------ | ------ | ----- | ----- |
| Сабуртало        | Умаглеси лига    | 2013/14          | 18   | 0    | 0     | 0     | —         | —         | —      | —      | 18    | 0     |
| Сабуртало        | Умаглеси лига    | 2014/15          | 19   | 2    | 1     | 0     | —         | —         | —      | —      | 20    | 2     |
| Сабуртало        | Итого            | Итого            | 37   | 2    | 1     | 0     | —         | —         | —      | —      | 38    | 2     |
| → Урал           | Премьер-лига     | 2016/17          | 3    | 0    | 1     | 0     | —         | —         | —      | —      | 4     | 0     |
| → Урал           | Итого            | Итого            | 3    | 0    | 1     | 0     | —         | —         | —      | —      | 4     | 0     |
| Уфа              | Премьер-лига     | 2017/18          | 20   | 0    | 1     | 0     | —         | —         | —      | —      | 21    | 0     |
| Уфа              | Премьер-лига     | 2018/19          | 12   | 0    | 1     | 0     | 6         | 0         | 0      | 0      | 19    | 0     |
| Уфа              | Премьер-лига     | 2019/20          | 25   | 1    | 1     | 0     | —         | —         | —      | —      | 26    | 1     |
| Уфа              | Премьер-лига     | 2020/21          | 22   | 0    | 2     | 0     | —         | —         | —      | —      | 24    | 0     |
| Уфа              | Итого            | Итого            | 79   | 1    | 5     | 0     | 6         | 0         | 0      | 0      | 90    | 1     |
| Динамо (Тбилиси) | Эровнули лига    | 2022             | 12   | 0    | 3     | 0     | —         | —         | —      | —      | 15    | 0     |
| Динамо (Тбилиси) | Эровнули лига    | 2023             | 16   | 0    | —     | —     | 3         | 0         | 2      | 0      | 21    | 0     |
| Динамо (Тбилиси) | Итого            | Итого            | 28   | 0    | 3     | 0     | 3         | 0         | 2      | 0      | 36    | 0     |
| Всего за карьеру | Всего за карьеру | Всего за карьеру | 147  | 3    | 10    | 0     | 9         | 0         | 2      | 0      | 168   | 3     |

### Сборная
| Грузия | Грузия | Грузия |
| Год    | Игры   | Голы   |
| ------ | ------ | ------ |
| 2017   | 5      | 0      |
| 2018   | 2      | 1      |
| 2019   | 4      | 0      |
| 2020   | 3      | 0      |
| 2023   | 1      | 0      |
| Всего  | 15     | 1      |

### Голы за сборную Грузии
| No. | Дата          | Место                                        | Соперник | Гол | Результат | Соревнование      |
| --- | ------------- | -------------------------------------------- | -------- | --- | --------- | ----------------- |
| 1   | 27 марта 2018 | Стадион имени Михаила Месхи, Тбилиси, Грузия | Эстония  | 1:0 | 2:0       | Товарищеский матч |